# Volker Mai
Volker Mai (República Democrática Alemana, 3 de mayo de 1966) es un atleta alemán retirado especializado en la prueba de triple salto, en la que consiguió ser subcampeón europeo en pista cubierta en 1989.

## Carrera deportiva
En el Campeonato Europeo de Atletismo en Pista Cubierta de 1989 ganó la medalla de plata en el triple salto, con un salto de 17.03 metros, tras el soviético Nikolay Musiyenko (oro con 17.29 metros) y por delante del checoslovaco Milan Mikuláš.